# 루마니아 사회주의 공화국
루마니아 사회주의 공화국(루마니아어: Republica Socialistă România 레푸블리카 소치알리스터 로므니아[*])은 1947년부터 1989년까지 루마니아에 존재한 일당제 마르크스-레닌주의 국가이다. 1947년 수립 당시 이 국가는 소련의 동맹국이자 동구권의 일원이었으나, 1950년대부터 소련의 영향력에서 벗어났다.
공식적으로 이 나라는 1947년에서 1965년까지 루마니아 인민공화국(루마니아어: Republica Populară Romînă, RPR)으로 불렸고, 1965년부터 1989년까지는 루마니아 사회주의 공화국(루마니아어: Republica Socialistă România, RSR)으로 불렸다.

## 역사

### 루마니아 인민공화국 시작
루마니아 왕국은 제2차 세계 대전(1939~45)에서 추축국으로 참전하였다. 1940년 6월 28일 소련은 루마니아에게 베사라비아와 부코비나의 반환을 요청하였다.:199 1940년, 소련이 북부 부코비나의 일부 지역과 베사라비아를 병합하면서 중요한 농업 지역인 이 곳에 몰다비아 소비에트 사회주의 공화국이 들어섰다.(다른 루마니아 영토는 우크라이나 소비에트 사회주의 공화국의 체르니우치주 (Chernivtsi Oblast) 와 이즈마일주 (Izmail Oblast) 로 넘어갔다.) 1944년 8월 소련의 붉은 군대가 독일 국방군 및 루마니아군과 전쟁을 벌이고 있을 당시, 소비에트의 간첩인 에밀 보드너라슈 (Emil Bodnăraş)는 지하 연대 조직을 세워, 겨우 두 소집단으로 이루어진 공산주의자 세력이 쿠데타를 일으켜 권력을 잡고자 하였다.:49 그러나 미하이 1세 국왕이 이미 정변을 일으켰으며, 보드너러슈도 여기에 참가하여 미하이가 집권하였다.:49 자 1945년 2월 얄타 회담과 1945년 7월 포츠담 회담에서 서방 연합국은 소련이 이 지역을 병합하는 데 동의하였다.:212 미하이 국왕은 소련의 정전 협정을 받아들였는데, 이 가운데는 베사라비아와 부자크를 소련이 병합한다는 조항도 있었다.:49
소련은 '인민 민주 전선'을 조직하였다. 이 조직은 농민 전선을 비롯한 여러 세력으로 구성되었는데,:49 점차 공산주의자 세력이 우세해졌다.:49 1945년 2월, 친소파는 소련 점령군의 지원을 이용하여 무제한적인 통제권을 얻기 위해 위기를 일으켰다.:49 1945년 3월에 스탈린의 측근인 안드레 비신스키 (Andre Vyshinskii)는 부쿠레슈티에 가서 인민 전선에 추종하는 사람들로만 이루어진 정부를 세웠다.:49 정부 요인 가운데는 농민 전선의 페트루 그로자 (Petru Groza) 박사도 있었는데, 총리직에 올랐다. 그로자는 여러 세력으로 구성된 정부를 세웠는데, 공산주의자가 요직을 맡았다. 군부에 대해서는 군대 주요 사령관들을 제거하고 사상 교육을 받은 전쟁 포로로 구성된 2개 사단을 들여와 군부 저항의 싹을 잘랐다.:49 보드너라슈는 서기장으로 임명되었고, 일반 경찰과 비밀 경찰을 재조직하였다.:49
1945년 5월 8일의 패전으로 소비에트 연방에 점령되어 루마니아 왕국은 해체되었다. 또 얄타 회담에서는 남은 루마니아 땅에 대해서도 소련의 지배권을 인정받았으며, 소련은 루마니아를 점령하였다. 소련의 점령 하에서 공산화가 추진되었다. 서방 연합국의 반대를 받았으나, 기존 정당들은 정부에서 배제되고, 억압이 강화되었다.:49 강력한 공산주의 독재를 준비하기 위하여, 지방 정치가를 억압하고 라디오와 언론이 엄격하게 통제되는 계획이 세워졌다.:50 미하이 1세가 어떤 법안에도 재가하기를 거부하여 그로자를 사임시키려 하자("임금의 공격") 그로자는 미하이의 재가 없이 법령을 제정하였다. 소련이 서방 연합국에 약속했던 1946년 11월 루마니아 총선에서 루마니아 공산당(PCR)은 참패하였고, 미국 대사관에서는 블록 세력이 얻는 표는 전체의 8%에 불과하며, 이와 견주어 경쟁 세력인 농민당은 70%를 받았다고 추산하였다.:83 충격에 휩싸인 공산주의자들은 모스크바에 조언을 요청하자 소련에서는 선거 결과를 왜곡하라고 답변하였다.:83 48시간 뒤에 공산주의자들은 루마니아 공산당이 70%를 득표했다고 발표햐여 서방의 강력한 비판을 받았다.:83
1947년 초 보드너라슈는 루마니아 정치가 게오르게 게오르게우데지와 마우레르가 루마니아 경제를 강화하고자 영국과 미국과 관계를 증진하여 하며, 소비에트 점령군에 불평하고 있다고 보고하였다.:110 그리하여 루마니아 공산당은 인민 농민당 지도자들을 전시 재판에 회부하는 등 중도 정당 세력을 제거하였으며, 다른 정당을 공산당에 합병하였다.:83 1947년 12월 30일에 미하이 1세 임금은 퇴위하고 망명길에 올랐다. 1948년 비공산주의자 정치가 대부분이 처형되거나 추방되거나 투옥되었다. 1948년 공산당은 루마니아 인민 공화국의 건국을 선포하였다.

### 소련과의 관계
루마니아는 자원이 그리 많지 않은 나라이나 2차 대전 이후 8년 동안 그나마도 소브롬(SovRom) 협정으로 외부로 반출되었다. 소련이 루마니아에 뿌리를 내리고, 소련에 과도한 전쟁 보상 비용이 지불되는 것을 위장하기 위해 전후에 소련-루마니아 합작 기업이 설립되었다. 루마니아와 소련은 긴장이 고조되어 특히 1965년 이후에 상황이 더 악화되었다.:292

### 인권침해
수많은 사람들이 처형되거나 옥사하였는데, 1945년에서 1964년까지 사법상 처형자 수는 137명에 불과하나 옥중에서 죽은 사람의 수는 수만 또는 수십만으로 추산되고 있다. 정치ㆍ경제나 다른 이유로 투옥된 사람은 더욱 많았다. 온갖 사람들이 심문받고, 고문당하거나 죽었다.

### 차우셰스쿠
1960년대 초 루마니아의 공산 정권은 소련에 대해 다소 독립성을 주장하였다. 1965년에 루마니아 공산당의 우두머리가 된 니콜라에 차우셰스쿠는 1967년에 국가 원수가 되었으며, 1974년에 대통령직을 신설하여 권좌에 올랐다. 차우셰스쿠는 1968년 소련의 체코슬로바키아 침공을 비난하고, 일시적으로 내부 억압을 완화하여 자국과 서방에서 좋은 인상을 남기기도 하였다.
하지만 차우셰스쿠는 급속한 경제 성장을 거두어 정치적 억압을 약화시켰으며, 결혼한 지 10년이 될 동안 아이를 5명 이상 낳지 않으면 수입의 20%를 세금으로 물리는 정책을 취해 유럽 내 에이즈 환자 수 1, 2위를 다투었게 되었다. 1980년부터는 수입을 하지 않고 수출만 하는 정책으로 인해 1989년 여름, 부채는 다 갚았지만, 루마니아 사회주의 공화국 내에선 생필품이 부족해졌다. 결국 루마니아 국민들의 분노는 폭발해 1989년 12월 차우셰스쿠의 독재 체제에 항거한 루마니아 혁명으로 차우셰스쿠 정권은 차우셰스쿠가 총살당하면서 몰락하였다.

## 정치
루마니아 사회주의 공화국은 유일 합법 정당인 루마니아 공산당이 통치하는 일당제 국가였다. 또한 단원제 국가였으며 4년에 한번씩 대국민회의 선거가 개최되었다.

## 같이 보기
- 루마니아 공산당